# Нисневич, Юлий Анатольевич
Ю́лий Анато́льевич Нисне́вич (род. 19 сентября 1951, Москва) — российский политолог и политик. Специализируется в сфере противодействия коррупции в России. Доктор политических наук, кандидат технических наук. Депутат Госдумы РФ I созыва (1993—1995), депутат Моссовета (1990—1993). Профессор Высшей школы экономики, в прошлом — член Совета и эксперт «Трансперенси Интернешнл — Россия».

## Биография
Родился в Москве в семье врачей, еврей. В 1974 году окончил с отличием факультет системы управления летательных аппаратов Московского авиационного института им. С. Орджоникидзе по специальности «инженер-электромеханик».
С 1974 по 1990 год работал в Научно-исследовательском институте приборостроения Министерства авиационной промышленности СССР. Занимался разработкой технических систем автоматического управления. В 1985 году за разработку новой техники был награждён медалью «За трудовую доблесть».
В 1984 году защитил диссертацию на соискание учёной степени кандидата технических наук.
С 1991 по 1993 год работал в Международном совместном предприятии «Лицом к лицу» в должности директора отделения прикладной информатики. Занимался разработкой геоинформационных технологий и программных средств для решения задач управления территориальными ресурсами.
Член движения «Демократическая Россия» с 1990 года.
В 1990 году избран депутатом Моссовета по округу № 396 Сокольнического района, был координатором фракции «Демократическая Россия».
В 1993 году был выдвинут избирательным блоком «Выбор России» кандидатом в депутаты Государственной Думы Федерального Собрания Российской Федерации от Бабушкинского округа № 191 Москвы и был избран, получив 13,86 % голосов. Входил во фракцию «Выбор России», был членом комитета Госдумы по информационной политике и связи, председателем подкомитета по связи и информатике. В том же году участвовал в конституционном совещании по подготовке проекта Конституции Российской Федерации. В марте 1994 года стал членом инициативной группы по созданию партии Демократический выбор России (ДВР), был избран членом политсовета партии и оставался им до 2001 года.
В 1995 году окончил магистратуру в Российской академии государственной службы при Президенте Российской Федерации по специальности «магистр государственного управления».
В 1996—1997 годах был советником председателя Комитета по политике информатизации при Президенте Российской Федерации на общественных началах. В 1997 году был советником заместителя руководителя Администрации Президента Российской Федерации на общественных началах.
В 1999 году баллотировался в депутаты Госдумы по списку «Союза правых сил» (№ 6 в региональной группе Москвы), а также в качестве кандидата от СПС по Бабушкинскому одномандатному округу № 192 Москвы. В 2000—2001 годах был членом Координационного совета СПС.
С 2000 по 2001 год работал руководителем Центра законодательной и парламентской работы Института экономики переходного периода, а также помощником депутата Государственной Думы Е. Т. Гайдара.
В 2001 году защитил в МГУ им. М. В. Ломоносова диссертацию на соискание ученой степени доктора политических наук по теме «Информационная политика как фактор демократизации государственного управления в России».
В 2002—2004 годах был ответственным секретарём Политического совета партии «Либеральная Россия». В 2003 году баллотировался на выборах в Госдуму по списку избирательного блока «Новый курс — автомобильная Россия».
С 2004 по 2007 год — член Экспертного совета при Комитете Государственной Думы по энергетике, транспорту и связи.
С 2007 по 2011 год — эксперт, с 2011 по 2015 год — член Совета Центра Антикоррупционных исследований и инициатив «Трансперенси Интернешнл — Россия».
Профессор департамента политики и управления НИУ ВШЭ, где читает следующие учебные курсы: «Политическая система Российской Федерации», «Государственная власть в РФ». «Лучший преподаватель ВШЭ» — 2019, 2016, 2015, 2013, 2012, 2011.
Автор более 300 научных работ и публикаций в периодической печати. Является частым гостем и комментатором в ведущих российских СМИ, таких как «Маяк»,«РБК», «Финам FM», «Серебряный дождь», ОТР, «Говорит Москва».

## Личная жизнь
Женат, имеет двух дочерей.

## Основные работы
- Нисневич, Юлий Анатольевич. Информационная политика как фактор демократизации государственного управления в России : диссертация … доктора политических наук : 23.00.02. — М., 2001. — 306 с.
- «Информационная политика России: проблемы и перспективы»/ Нисневич Ю. А., Фонд «Ноосфера», 1999. Архивная копия от 10 марта 2016 на Wayback Machine
- «Информация и власть», 2000
- «Компромисс и конформизм», 2001
- «Постзападная цивилизация» (в соавторстве), 2002
- «Закон и политика», 2005
- «Аудит политической системы посткоммунистической России», Институт проблем либерального развития, 2007 (недоступная ссылка)
- «Государственная власть современной России», 2008
- «Вертикаль никуда: Очерки политической истории России 1991—2008», 2010
- Государство XXI века: тенденции и перспективы развития, 2012
- Современное государство: тенденции и перспективы развития (недоступная ссылка) 2012.
- Электоральная коррупция в России: политико-правовой анализ федеральных избирательных кампаний в 2003—2012 гг. — М. : Фонд «Либеральная Миссия», 2014. — 204 с. ISBN 978-5-903135-49-3 Архивная копия от 4 марта 2016 на Wayback Machine
- «Политика и коррупция: коррупция как фактор мирового политического процесса», 2017
- «Становление постиндустриальной цивилизации: от цифровизации до варварства» (в соавторстве), 2019